# Засади правової держави
Засади (принципи) правової держави — це основоположні доктринальні ідеї, які в силу свого змісту і цінності є фундаментом правничої стратегії державотворення та розвитку доктрини правової держави.
Правова держава – держава, де діють та домінують справедливі закони, усі люди рівні перед законом і судом, втілюється верховенство права, забезпечуються права і свободи людини, гарантується принцип недопустимості звуження існуючих прав і свобод людини та відповідальності влади перед людиною, а реалізація принципу розподілу влади забезпечує незалежність та справедливість судочинства, гармонізацію державного управління, злагоду в суспільстві та створює таку систему правовідносин, за якої максимально усуваються можливості свавілля чиновників та повернення до тоталітаризму.
Засади правої держави є фундаментом правової держави, її принциповими ідеями, від яких не можливо відхилятись в практиці розбудови демократичної правової держави, що потребіує їх інтегративного аналізу. 

## Система засад правової держави
Принципи права — інтегративні основоположні морально-правові фундаментальні ідеї, які в силу свого змісту і цінності є фундаментом правничої стратегії, визначають доктринальну цінність правової системи, гармонізують всю систему правових норм, виступають першоджерелом окремих інститутів і норм права (є генетичною підвалиною, хромосомним набором системи права), надають глибокої єдності і системності регулятивним механізмам права, дають юридичну базу для тлумачення права в умовах конкуренції законодавчих норм, сприяють правильному пізнанню та застосуванню норм права, вносять упорядкованість у розв'язанні питань, відносно яких є прогалини в праві, служать основою й вихідним положенням для подальшого розвитку правничої доктрини, юридичної визначеності окремих інститутів права.
До засад (принципів) правової держави, закріплених у Конституції України, на думку В. Кампо, необхідно віднести:
1) принцип верховенства Конституції (частина друга статті 8, статті 147, 150, 151, 152 Конституції);
2) принцип здійснення державної влади на засадах її розподілу на законодавчу, виконавчу і судову (стаття 6, розділи IV, V, VI, VIII Конституції України);
3) принцип демократичної держави (статті 1, 5, розділ III Конституції);
4) принцип соціальної держави (статті 1, 13, 24, 43, 44, 45, 46, 48 Конституції);
5) принцип пріоритету прав людини і громадянина над іншими цінностями в державі (статті 3, 21, 22, 64 Конституції);
6) принцип реальної гарантованості прав і свобод громадян (статті 1, 3, 5, 6, 7, 8, 15, 19, 21, 22, 24, 55, 56, 57, 60 тощо Конституції);
7) принцип законності (статті 56, 75, пункт 3 частини першої статті 85, статті 92, 93, 94, 95, 129 Конституції);
8) принцип взаємної відповідальності держави та особи (статті 3, 56, 68, 152 Конституції України).
Становлення й розвиток принципів конституційного права, як і самого конституційного права, нерозривно пов’язані зі становленням та розвитком конституційно-правової думки. У них втілені найважливіші надбання конституціоналізму, сформульовані видатними мислителями минулого, як-от: повага людської гідності, невідчужуваних прав людини, демократичного правління, розподіл влади, верховенство права тощо.
На думку О. М. Костенко слід створити Конституцію України, в якій були б реалізовані такі правила законотворення: свобода людини і протидія свавіллю визнаються основою прогресивного правопорядку в Україні; кожен громадянин може протидіяти поведінці держави, що виходить за межі зазначених повноважень; в Україні діє принцип рівності держави і людини перед законом і судом.
До основних засад правової держави належать: законодавче закріплення і реальне забезпечення державою природних прав і свобод людини; верховенство права; рівність перед законом і судом; взаємна відповідальність особи і держави; втілення у взаєминах між державою і людиною принципу добропорядності людини; формування законодавства за правилом «що народ не може вирішувати щодо самого себе, те і законодавець не може вирішувати щодо народу»; недопустимість звуження існуючих прав і свобод людини; розподіл влади на законодавчу, виконавчу і судову та забезпечення їх самостійності; створення дієвої системи механізмів стримувань і противаг проти можливостей маніпуляцій та узурпації влади; функціонування незалежної і ефективної судової влади; високий рівень правової свідомості і правової культури громадян і суспільства. Непорушним принципом правової держави є принцип недопустимості звуження існуючих прав і свобод людини під час прийняття нових законів.

## Характеристика засад правової держави
Розподіл влади.
Доктрина розподілу влади була здавна присутня в творчості українських мислителів, зокрема Станіслава Оріховського (1513–1566 рр.). Концепція поділу влади в державотворенні була започаткована в Конституції Пилипа Орлика 5 квітня 1710 року. 
Проте свого класичного вигляду вона набула лише в середині XVIII століття завдяки працям згадуваних уже англійського філософа Джона Локка та французького правознавця і філософа Шарля Монтеск’є. Саме з їхніми іменами пов’язане широке проникнення ідей доктрини розподілу влади в конституційну теорію й політичну та правову практику Нового часу. Уперше офіційно ці ідеї визнали в статті 16 Французької декларації прав людини і громадянина (1789), про що йшлося у розділі першому. Нині принцип розподілу влади став догмою конституційного права; його взяли на озброєння всі конституції, які ґрунтуються на засадах конституціоналізму.
В сучасній Україні ідея поділу влади як принцип побудови державного механізму була проголошена в Декларації про державний суверенітет України від 16 липня 1990 року.
Розподіл влади – не самоціль, а засіб проти надмірної концентрації влади будь-яким органом (навіть колегіальним, сформованим у демократичний спосіб), ба більше - однією посадовою особою (навіть обраною народом). Попри відмінності й специфічні риси функціювання принципу розподілу влади в різних країнах (вони залежать від форм державного правління, національних традицій тощо), спільними для всіх сучасних демократичних держав є такі взаємозв’язані елементи цього принципу: органи законодавчої, виконавчої та судової влади самостійні в межах повноважень, визначених конституцією; законодавчу владу здійснює орган народного представництва – парламент; виконавча влада підпорядкована закону й підзвітна парламенту (принаймні в певних сферах); судова влада незалежна від законодавчої та виконавчої влади, а правосуддя здійснює тільки суд; узгодженість і збалансованість дій названих гілок влади забезпечують через систему взаємних стримувань і противаг.
Наразі, формування парламенту за списками від партій і блоків приводить як до можливостей монополізації влади, так і до прояву рис маніпулятивної демократії, до гіпертрофованої форми політизації законодавчої влади. Перехід на вибори до Верховної ради за партійними було запроваджено на основі неконституційного закону, яким було звужене право громадян «обирати і бути обраними». Зокрема, пропонувалось обирати серед уже обраних партіями, тоді як раніше була можливість висунення кандидатів від трудових колективів, Вузів, військових частин чи використання інституту самовисунення. Але ст. 22 Конституції стверджує: «При прийнятті нових законів або внесенні змін до чинних законів не допускається звуження змісту та обсягу існуючих прав і свобод». Закони, звужуючі права и свободи людини не підлягають застосуванню. Указаним аспекти проблеми приділялась увага в наукових працях. 
Конституційний Суд України, у рішенні в справі № 2-249/2019(5581/19 від 16 грудня 2019 року № 7-в/2019, зазначив, що поділ влади є основним засобом та неодмінною умовою запобігання концентрації влади, а отже, є інструментом проти зловживань нею задля адекватної реалізації прав і свобод людини і громадянина. Таким чином, поділ влади є гарантією прав і свобод людини і громадянина. Тому будь-яке порушення принципу поділу влади, що призводить до її концентрації, у тому числі суміщення не належних певним органам державної влади функцій, порушує гарантії прав і свобод людини і громадянина.
До ознак правової держави відноситься поділ державної влади між законодавчими, виконавчими і судовими органами, їх незалежність і єдність, недопустимість підміни функцій один одного, дієвість механізму «стримувань і противаг».
Законодавча влада має забезпечувати перш за все якість законів. Для цього має бути задіяна оптимальна модель формування та діяльності законодавчої влади. У її реформуванні не слід відмовлятися від ідеї двопалатного парламенту, досвід роботи якого в США та багатьох інших країнах свідчить про його певні переваги. Так, наприклад, у Франції законодавча влада здійснюється парламентом, який складається з двох палат: Національної асамблеї (нижня палата) і Сенату (верхня палата), в Італії з Сенату та Палати депутатів, в Іспанії Парламент (Генеральні кортеси) складається з Конгресу депутатів і Сенату, у Німеччині законодавчу владу виконують Бундестаг і Бундесрат, у Швейцарії Федеральні зібрання, як законодавчий орган, включають Національну раду і Раду кантонів, у Польщі законодавчу владу здійснюють Сейм (460 депутатів) та Сенат (100 сенаторів). Звичайно, двопалатний парламент консервативніший, і це виправдано. В законотворчій роботі насамперед має діяти принцип – «сім разів відміряй, один – відрізай». Для постійного оновлення законодавчої влади як запоруки прогресу слід запровадити таке правило: «Депутатами Верховної Ради України та органів місцевого самоврядування не можна обирати громадян України більше двох каденцій підряд». Якщо цього не воліє зробити чинний парламент, відповідне положення чи вся Конституція повинні прийматися на референдумі.
Важливо зазначити, що згідно ст. 5 Конституції України, «носієм суверенітету і єдиним джерелом влади в Україні є народ. Народ здійснює владу безпосередньо і через органи державної влади та органи місцевого самоврядування».
Конституційний Суд України у Рішенні від 5 жовтня 2005 року № 6-рп/200512 наголосив на тому, що «Конституція України забороняє узурпацію належного виключно народові права визначати і змінювати конституційний лад в Україні державою, її органами або посадовими особами. Узурпація означає, зокрема, привласнення переліченими суб’єктами права, яке передусім належить народові, вносити зміни до Конституції України у спосіб, який порушує порядок, визначений розділом ХIII чинного Основного Закону України, в тому числі усунення народу від реалізації його права визначати і змінювати конституційний лад в Україні. Тому будь-які дії держави, її органів або посадових осіб, що призводять до узурпації права визначати і змінювати конституційний лад в Україні, яке належить виключно народові, є неконституційними і незаконними» (абзац перший підпункту 4.4 пункту 4 мотивувальної частини).
Право на волю. Загальна декларація прав людини закріплює такі фундаментальні засади державотворення: "Всі люди народжуються вільними і рівними у своїй гідності та правах. Вони наділені розумом і совістю і повинні діяти у відношенні один до одного в дусі братерства" ( ст.1); "Ніхто не повинен бути в рабстві або у підневільному стані; рабство і работоргівля забороняються в усіх їх видах" ( ст. 3); "Кожна людина має право вільно пересуватися і обирати собі місце проживання у межах кожної держави" ( ст. 13).
Згідно ст. 21 Конституції України «Усі люди є вільні і рівні у своїй гідності та правах». У Міжнародному Пакті про громадянські і політичні права відмічається, що «нікого не може бути полишено волі інакше, як на підставах і відповідно до такої процедури, яку встановлено законом» (ч. 1 ст. 9).
Воля є інтегративною засадою правової держави та правосуддя, яка визначає історично сформовані національні особливості та визначальні фактор самобутності й ідентичності Українського народу. В інтегративній доктрині волі можна виділити такі її структурно-функціональні ідеї-принципи як: «особиста свобода» (вільно і гідно жити, не бути поневоленим), «особиста недоторканність», «незалежність», «свобода думки», «свобода слова та вільного спілкування і висловлювання своїх поглядів», «свобода дії» (свобода робити все, що не заборонено законом і не обмежує совість, недопустимість позазаконного примусу), свобода вільної творчої діяльності». Воля, в правовому сенсі, – це і особиста свобода у зовнішньому просторі буття та особиста недоторканність (у вузькому сенсі – свобода пересування, не бути під арештом); це право вільно і гідно жити («вільному воля»), тобто не бути поневоленим (не перебувати в рабстві, кріпацтві, холопстві, жити і діяти без примусу, мати свободу творчість, яка потребує і вільних думок і вільного простору.
Правова демократія.
Проголошення в ст. 1 Конституції того, що Україна є демократичною державою, означає, що вона заснована на здійсненні реального народовладдя, повазі до прав і свобод людини і громадянина, на їх активній участі у формуванні державного апарату і здійсненні контролю за його діяльністю через вибори і представницькі установи.
Сама по собі демократія не є свободою (хіба що для того невизначеного загалу, яким є більшість «народу»), але вона становить одну з найважливіших гарантій свободи, – слушно зазначає дослідник американської демократії Ф. А. Хайєк. Як єдиний із досі винайдених способів мирної зміни влади вона є однією з тих найвищих, хоча й негативних, цінностей, які можна порівняти з запобіжними засобами проти чуми: попри їх ефективність ми навряд чи їх усвідомлюємо, але їх відсутність може виявитися смертельно небезпечною.
Демократія (від грецького demokratia (demos — народ і kratos — влада), що етимологічно трактується як влада народу — цивілізаційна форма організації суспільства та влади, що ґрунтується на забезпеченні максимально можливої свободи людини, визнанні народу єдиним джерелом влади, створенні рівних для людей правових можливостей участі в управлінні суспільством та прозорості державного управління, системи контролю за владою, верховенстві права та системі механізмів стримування і противаг проти концентрації, монополізації та інших форм узурпації влади, проявів тоталітаризму, диктатури, тиранії, олігархату, охлократії. Стандарт демократії - «правління народу, народом, для народу».
Детальніше див.: Демократія
Для розбудови правової держави в Україні важливо забезпечити втілення доктрини правової демократії, автором концепту якої є доктор політичних наук П. В. Мироненко. Правова демократія (грец. νομική δημοκρατία, англ. legal democracy) — модель державно-суспільного устрою, згідно з якою: 1)засади функціонування державності ґрунтуються на стійкій соціально-політичній згоді соціуму і влади, що передбачає правління більшості при забезпеченні прав меншості; 2) право системно забезпечує регулювання взаємодії суб'єктів політики та рівність усіх членів суспільства перед законом (верховенство права). Правова демократія, як форма співіснування соціуму і влади, мінімізує головну суперечність демократії між ідеєю повновладдя народу і неможливістю її всеосяжного втілення.
Правова демократія – це демократія в рамках справедливих законів, заснованих на засаді верховенстві права та інших принципах правової держави, на виваженому поєднанні прав і обов’язків громадян, їх неухильному дотриманні, організація суспільства, яке гарантує максимально можливі та окреслені законом права і свободи людини, надає широкі можливості участі народу як в управлінні державою та організації суспільного життя, так і контролю суспільства за діяльністю влади, забезпечує прозорість та відкритість дій влади, дієвість системи механізмів стримування і противаг проти узурпації влади.
Верховенство права.
Принцип верховенство права «належить до найкращих прогресивних здобутків політико-правової історії людства і покликаний забезпечувати гуманістичний розвиток суспільства. Верховенство права – це панування права в суспільстві. Йдеться про визначальну роль права у стосунках між усіма учасниками суспільного життя, у життєдіяльності державних і недержавних організацій, соціальних спільнот, груп, об'єднань, зрештою - усіх людей».
В працях професора Оксфордського університету Альберта Венна Дайсі, ще у 1885 році першою ознакою верховенства права є законність і визначеність закону; жодна людина не може бути вищою за закон і всі члени суспільства (незалежно від статусу) повинні бути підкорені закону однаково.
Квінтесенцією засади верховенства права є положення ст. 3 Конституції України: «Людина, її життя і здоров'я, честь і гідність, недоторканність і безпека визнаються в Україні найвищою соціальною цінністю. Права і свободи людини та їх гарантії визначають зміст і спрямованість діяльності держави. Держава відповідає перед людиною за свою діяльність. Утвердження і забезпечення прав і свобод людини є головним обов'язком держави».
Верховенство права – найважливіший цивілізаційний ідеал сьогодення, в зміст якого вкладається становлення системи правового і суспільного устрою де володарює право, де природні права і свободи людини знайшли загальне визнання та законодавче закріплення, визнані найвищою цінністю суспільства, їх забезпечення стає пріоритетом держави, де сама державна влада перебуває під владою права і контролем закону, обмежується правом, а саме право створює таку систему правовідносин та дієвих механізмів стримувань і противаг, за якої максимально усуваються можливості свавілля чиновників.
Див. також: Верховенство права.
Засада соціальної держави.
Засада соціальної держави, викладена в ст. ст. 1, 13, 24, 43, 44, 45, 46, 48 Конституції України, важлива ідея правової держави, яка має орієнтувати владу і суспільство на створення системи гарантій соціальних прав людини, здійснення такої економічної і соціальної політики, яка забезпечувала б гідні умови життя кожної людини, створення умов для реалізації соціальних, культурних та економічних прав людини.
Згідно з Конституцією України держава забезпечує соціальну спрямованість економіки (частина четверта статті 13), що є основою для реалізації соціальних прав громадян, зокрема на соціальний захист та достатній життєвий рівень. Відповідно до Основного Закону України "кожен має право на достатній життєвий рівень для себе і своєї сім’ї, що включає достатнє харчування, одяг, житло" (стаття 48), "пенсії, інші види соціальних виплат та допомоги, що є основним джерелом існування, мають забезпечувати рівень життя, не нижчий від прожиткового мінімуму, встановленого законом" (частина третя статті 46).
Конституційний Суд України у рішенні від 25 січня 2012 року № 3-рп/2012 констатував: «Однією з ознак України як соціальної держави є забезпечення загальносуспільних потреб у сфері соціального захисту за рахунок коштів Державного бюджету України виходячи з фінансових можливостей держави, яка зобов’язана справедливо і неупереджено розподіляти суспільне багатство між громадянами і територіальними громадами та прагнути до збалансованості бюджету України. При цьому рівень державних гарантій права на соціальний захист має відповідати Конституції України, а мета і засоби зміни механізму нарахування соціальних виплат та допомоги - принципам пропорційності і справедливості».
Законність.
Ст. 6 Конституції України визначає, що органи законодавчої, виконавчої та судової влади здійснюють свої повноваження у встановлених цією Конституцією межах і відповідно до законів України.
Відповідно до ст. 19 Конституції України «Правовий порядок в Україні ґрунтується на засадах, відповідно до яких ніхто не може бути примушений робити те, що не передбачено законодавством. Органи державної влади та органи місцевого самоврядування, їх посадові особи зобов'язані діяти лише на підставі, в межах повноважень та у спосіб, що передбачені Конституцією та законами України».
Див.: законність.
Справедливість.
Д. Ролз називає істину і справедливість першими серед чеснот людської діяльності, які безкомпромісні.
Справедливість – один з найважливіших принципів правової держави як у законодавчій, так і в безпосередньо правозастосовній діяльності. Справедливість (лат. justitia) – морально-правова категорія, один з основних принципів юриспруденції, які визначають необхідність об’єктивного, неупередженого ставлення до людини та її вчинків, чесного розв’язання юридичних справ; це відповідність між правами і обов'язками людини, діяннями та визнаннями, шаною й винагородою, проступками (правопорушеннями) й відповідальністю.
Принцип справедливості – основоположний принцип правової держави, який визначає відповідну співмірність реальних заслуг людини з визнанням її заслуг суспільством та органами держави, її вкладу на користь суспільства та отриманої винагороди, передбачає вимогу відповідності між роллю людини у житті суспільства та їхнім соціальним становищем, між їхніми правами та обов'язками, правопорушенням і відповідальністю, заслугами людей та їхнім суспільним визнанням.
Завданням цивільного судочинства згідно з ст. 21 ЦПК України є справедливий, неупереджений та своєчасний розгляд і вирішення цивільних справ з метою ефективного захисту порушених, невизнаних або оспорюваних прав, свобод чи інтересів фізичних осіб, прав та інтересів юридичних осіб, інтересів держави. Суд та учасники судового процесу зобов’язані керуватися завданням цивільного судочинства, яке превалює над будь-якими іншими міркуваннями в судовому процесі.
Aequum est neminem cum alterius detrimento et injuria fieri locupletiorem – «справедливість вимагає, щоб ніхто не збагачувався незаконно за рахунок шкоди іншому».
У Національній стратегії у сфері прав людини, зокрема в § 4 «Забезпечення права на справедливий суд», підкреслено: «Стратегічна ціль – кожен в Україні має доступ до справедливого та ефективного судового розгляду незалежним і безстороннім судом, ефективних механізмів виконання судових рішень».
За визначенням Конституційного Суду України, оприлюдненому в рішенні від 2 листопада 2004 року № 15-рп/2004 у справі про призначення судом більш м’якого покарання, справедливість є однією з основних засад права. Конституційний Суд підкреслює, що, як правило, справедливість розглядають як властивість права, виражену, зокрема, в рівному юридичному масштабі поведінки, а справедливе застосування норм права передбачає передусім недискримінаційний підхід, неупередженість.
У сучасній філософії права виділяються кілька аспектів поняття «справедливість”: справедливість як рівність можливостей в реалізації своїх здібностей та захисту своїх прав і законних інтересів; справедливість розподільча – справедливий розподіл благ виходячи з потреб кожної людини, юридичної рівності людини та з урахуванням її праці і заслуг перед суспільством і державою; справедливість відплатна – справедливість відповідальності за вчинені правопорушення. Справедливим у сфері юридичного процесу вважається те, що є благом для всіх; те, що корисне хоча б одній людині і не обмежує прав, свобод, благ і законних інтересів інших людей; нарешті справедливим є і те, що є корисним для одних і причиняє шкоду іншим, чи обмежує їх права й свободи, але здійснюється в умовах крайньої необхідності з метою забезпечення захисту більш вагомих благ, якщо цього неможливо досягти іншими засобами, а заподіяна при цьому шкода буде меншою, ніж відвернута.
Jus est ars boni et aequi – право є мистецтвом добра і справедливості.
Забезпечення поваги до людської гідності та прав і свобод людини.
Скакун О. В. зазначає, що права людини набули цінності, яка належить усьому міжнародному співтовариству, і отримали обґрунтування в міжнародному праві як правовий стандарт, до якого повинні прагнути всі народи і держави. 
Загалом, ступінь і характер розвиненості прав людини визначається рівнем розвитку держави, права в певному суспільстві. Держава і право, з одного боку, та права людини і громадянина, з іншого, – це не різні за своєю сутністю, функціями та призначенням поняття, що функціонують незалежно одне від одного. Вони є принципово однопорядковими, взаємопов’язаними суспільними явищами.
Права людини відіграють роль таких мінімальних стандартів, які втілюють антропоцентричну тенденцію розвитку сучасного права. Ця концепція виходить з того, що усі дії публічної влади мають бути орієнтовані на благо людини, тобто на забезпечення таких умов її існування, які відповідають принципу гідності людини і пов’язаних з ним принципам автономії та свободи особи як найвищих соціальних цінностей. Держава (публічна влада) існує для людини, а не навпаки.
Позитивне закріплення вроджених прав людини, декларування їх вищого ціннісного статусу, насамперед на рівні конституції та сприйняття прав людини як критерія, через призму якого оцінюються характеристики всієї політичної системи, зазначає Р. С. Мартинюк, є сьогодні обов’язковим атрибутом правової держави. Однак такі формально юридичні характеристики Української держави мають, по суті, не стільки констатуючий, скільки програмний, цільовий характер, визначаючи напрям розвитку держави на перспективу. Разом із тим, є очевидним, що надмірна відірваність суспільних реалій від їх правової форми спричиняє нелегітимність влади в очах українських громадян. Таким чином, у сучасній Україні легітимність влади та права людини виявилися нерозривно пов’язаними між собою.
Принцип поваги до людської гідності та прав людини має на меті передусім визначити межі державної влади, обмежити дискрецію її органів і посадових осіб. Права людини є тим обмежувальним бар’єром, який заборонено переходити будь-яким державним органам і посадовим особам. Принцип поваги до людської гідності й прав людини передбачає також підпорядкованість організації державної влади утвердженню людини як найвищої цінності й забезпеченню та захисту її прав. Державну владу, що порушує цю вимогу, можуть усуну ти її носії — громадяни держави — й замінити іншою владою. Звідси випливає, що джерело державної влади — це люди, народ, а існування держави виправдане тією мірою, якою вона сприяє утвердженню людської гідності й прав людини.
Права і свободи людини становлять собою комплекс природних і нерушимих свобод і юридичних можливостей, що обумовлені фактом існування людини в цивілізованому суспільстві, іманентні можливості людини поводитись відповідно до своїх свідомих волевиявлень та робити все, що не заборонено законом і не спричиняє невиправданої шкоди правам і свободі інших людей.
У правовій системі України взагалі і в контексті розвитку інституту прав і свобод людини застосовуються як загальні міжнародні правові акти (планетарної дії), що приймаються в рамках ООН, так і загальноєвропейські джерела права:
1) загального характеру:
а) Загальної декларації прав людини ООН від 10 грудня 1948 р.;
б) Міжнародний пакт про громадянські та політичні права від 16 грудня 1966 р.;
в) Декларація основних принципів правосуддя для жертв злочинів та зловживань владою. Прийнята на сороковій сесії Генеральної Асамблеї ООН 29 листопада 1985 р.;
г) Конвенція проти катувань та інших жорстоких, нелюдських або таких, що принижують гідність, видів поводження і покарання. Ратифікована Указом Президії ВР N 3484-XI (3484-11) від 26.01.87;
2) європейського значення:
Конвенція про захист прав людини і основоположних свобод ;
Європейська конвенція про запобігання тортурам та нелюдському або таких, що принижують гідність, поводженню чи покаранню 1987 р.;
Рекомендація (94) 12 Комітету Міністрів Ради Європи «Незалежність, дієвість та роль суддів» (ухвалена Комітетом Міністрів Ради Європи на 518 засіданні заступників міністрів 13 жовтня 1994 р.);
Рекомендація Комітету Міністрів державам-учасницям Ради Європи «Про Європейський кодекс поліцейської етики» – Rec (2001)10.
Система прав і свобод людини в Україні включає в себе особисті, екологічні, природоресурсні, гуманітарні, економічні, соціальні та громадянські та політичні права і свободи людини, а також правозахисні права і можливості громадян.
Чинна Конституція України заклала цілісну систему прав і свобод людини.
Особисті права і свободи людини закріплені в ст. 3, 21, 27, 28, 30, 31, 32, 33, 35 Конституції України та включають: право на життя та захист людяності, право на волю, свободу та особисту недоторканність, право на недоторканність житла, повага до гідності та право на честь, свобода думки, слова, світогляду і віросповідання, право на невтручання в приватне життя, таємниця листування, телефонних переговорів, телеграфної та іншої кореспонденції.
равозахисні права і можливості – право на правничу допомогу та захист, право на необхідну оборону та будь-якими незабороненими законом засобами захищати свої права і свободи від порушень і протиправних посягань, право на судовий захист, реабілітацію та право на захист прав і свобод в Європейському суді з прав людини. 
Додатково див. також: Права людини.
Гарантії прав і свобод людини – це такі явища, які сприяють здійсненню прав і свобод людини, забезпечують їх охорону та захист. Згадка про такі гарантії зобов'язує державу не тільки проголошувати, декларувати у конституції й інших законах права і свободи, але й дбати, піклуватись про їхню здійсненність, можливість реалізації.
Рівність людей у своїй гідності та правах.
Рівність людей у своїй гідності та правах – інтегративний принцип, викладений в Декларації прав людини, в якій зазначено, що «всі люди народжуються вільними і рівними у своїй гідності та правах», «вони наділені розумом і совістю і повинні діяти у відношенні один до одного в дусі братерства» (ст. 1), «всі люди рівні перед законом і мають право, без будь-якої різниці, на рівний їх захист законом» (ст.7), а також закріплений у ст.ст. 21, 24, 26 Конституції України та законах України. Не може бути привілеїв чи обмежень у правах і свободах за ознаками раси, кольору шкіри, політичних, релігійних чи інших переконань, статі, етнічного та соціального походження, майнового стану, місця проживання, громадянства, освіти, роду занять, а також за мовними або іншими ознаками. Ніхто не може бути наділений додатковими правами або звільнений від будь-яких обов’язків. Правосуддя здійснюється на засадах загальної рівності людей перед законом і судом незалежно від їх походження, громадянства, соціального та майнового становища, расової та національної належності, статі, освіти, мови, ставлення до релігії, виду й характеру занять, місця проживання та інших обставин. Права і свободи людини є невідчужуваними та непорушними. Права людини та основні свободи є її природніми і невід'ємним, наданим їй від народження. Жоден із правових актів чи жодна з юридичних дій не може звужувати конституційні на визнані міжнародними правовими актами права і свободи людини та не може тлумачитись як таке, що дозволяє скасування будь-яких прав і свобод, або на їх обмеження в більшому обсязі, ніж це передбачено нормами Конституції України та міжнародних правових актів.
Конституційний Суд України в рішенні від 12 квітня 2012 року № 9-рп/2012 у справі щодо офіційного тлумачення положень статті 24 Конституції України (справа про рівність сторін судового процесу) зазначив:
«Конституційні права і свободи є фундаментальною основою існування та розвитку Українського народу, а тому держава зобов’язана створювати ефективні організаційно-правові механізми для їх реалізації. Відсутність таких механізмів нівелює сутність конституційних прав і свобод, оскільки призводить до того, що вони стають декларативними, а це є неприпустимим у правовій державі»;
«Рівність та недопустимість дискримінації особи є не тільки конституційними принципами національної правової системи України, а й фундаментальними цінностями світового співтовариства»;
«Гарантована Конституцією України рівність усіх людей в їх правах і свободах означає необхідність забезпечення їм рівних правових можливостей як матеріального, так і процесуального характеру для реалізації однакових за змістом та обсягом прав і свобод. У правовій державі звернення до суду є універсальним механізмом захисту прав, свобод та законних інтересів фізичних і юридичних осіб»;
«Кожен має гарантовані державою рівні права на захист прав і свобод у судовому порядку та на участь у розгляді своєї справи у визначеному процесуальним законом порядку у судах усіх юрисдикцій, спеціалізацій та інстанцій, у тому числі й особа, яка засуджена і відбуває кримінальне покарання в установах виконання покарань».
Принцип свободи думки і слова.
Згідно ст. 15 Конституції України «Суспільне життя в Україні ґрунтується на засадах політичної, економічної та ідеологічної багатоманітності. Жодна ідеологія не може визнаватися державою як обов'язкова. Цензура заборонена. Держава гарантує свободу політичної діяльності, не забороненої Конституцією і законами України». Конституційний принцип політичної та ідеологічної багатоманітності конкретизується в приписах Конституції про право людини на свободу думки і слова, на вільне вираження своїх поглядів і переконань, на свободу творчої діяльності.
Презумпція добропорядності.
Презумпція добропорядності – доктринальний принцип взаємовідносин людини і держави та суспільства в правовій державі, який полягає в тому, що кожна людина має честь і гідність, вважається добропорядною, доки інше не визначено в законної сили судовому рішенні; дії кожного є добропорядними, доки інше не доведено в передбаченому законом порядку; поширювана про людину інформація, що її порочить, вважається недостовірною, якщо інше не встановлено в передбаченому законом порядку; доказування достовірності такої інформації покладається на того, хто її поширив; поширювач інформації відшкодовує матеріальну і моральну шкоду, завдану людині, якщо не доведе достовірність поширюваної інформації.
Перезумпція добропорядності має витоки ще з давніх римських афоризмів: “quivis praesumitur bonus dones probetur contrarium” («кожен вважається чесним, поки не доведено протилежне»), “bona fides semper praesumitur, nisi malam fidem adesse probetur” («добросовісність завжди припускається, якщо не доведено злого умислу»), “malum non praesumitur” («дурне не презюмується»).
В наш час піднімаються дотичні до окресленої проблеми питання авторами, які аналізують норми цивільно-процесуального права.
Ст. 15 новітнього Закону України від 17 лютого 2022 року № 2073-IX «Про адміністративну процедуру», закріплює презумпцію правомірності дій та вимог особи як принципу адміністративної процедури, визначаючи наступне: «Дії та вимоги особи є правомірними, доки інше не буде доведено під час розгляду та/або вирішення справи. Сумніви щодо правомірності дій та вимог особи, що виникають внаслідок неоднозначного (множинного) трактування норми права, повинні тлумачитися адміністративним органом на користь їх правомірності». Разом з тим, принцип презумпції правомірності дій учасника процесу, в контексті гарантій захисту честі людини є лише частиною більш широкої доктринальної ідеї правової держави  принципу добропорядності людини.Такі підходи мають знайти інтегративний розвиток та закріплення в усіх галузях права, на доктринальному рівні мають бути викладені в нормах Конституції України.
Див.: Презумпція добропорядності.
Неприпустимість звуження існуючих прав і свобод людини.
Неприпустимість звуження існуючих прав і свобод – основний принцип правової держави,  закріаленого в   22 Конституції України,  при прийнятті нових законів або внесенні змін до чинних законів не допускається звуження змісту та обсягу існуючих прав і свобод.
Принцип незалежності судової влади та правосуддя.
Принцип незалежності правосуддя охоплює: інституційну й функціональну незалежність судів; незалежність самих суддів; доступ до судів; безсторонність судочинства; незалежність і безсторонність адвокатури; самостійність і неупередженість служби обвинувачення (прокуратури). Забезпечення незалежності правосуддя потребує реалізації концепції незалежності та процесуальної самостійності слідчого.
Відповідальність держави перед людиною.
Відповідно до ст. 3 Конституції України «Держава відповідає перед людиною за свою діяльність. Утвердження і забезпечення прав і свобод людини є головним обов'язком держави».
Правові основи реалізації принципу правової держави «відповідальності держави перед людиною» закладено у ст. 3, 56, 62 152 Конституції України, ст. 9, 14 Міжнародного пакту про громадянські та політичні права, ст. 53-1 КПК України, ст. 130 КПК України, Законі України «Про порядок відшкодування шкоди, завданої громадянинові незаконними діями органів, що здійснюють оперативно-розшукову діяльність, органів досудового розслідування, прокуратури і суду», Декларації основних принципів правосуддя для жертв злочинів та зловживань владою (прийнятій на сороковій сесії Генеральної Асамблеї ООН 29 листопада 1985 року), Законі України «Про реабілітацію жертв політичних репресій в Україні» від 17 квітня 1991 року.
Відповідно до ст. 56 Конституції України «Кожен має право на відшкодування за рахунок держави чи органів місцевого самоврядування матеріальної та моральної шкоди, завданої незаконними рішеннями, діями чи бездіяльністю органів державної влади, органів місцевого самоврядування, їх посадових і службових осіб при здійсненні ними своїх повноважень».
Відповідно до ч. З ст. 156 Конституції України "Матеріальна чи моральна шкода, завдана фізичним або юридичним особам актами і діями, що визнані неконституційними, відшкодовується державою у встановленому законом порядку".
Згідно ст. 1175 ЦК України «Відшкодування шкоди, завданої органом державної влади … у сфері нормотворчої діяльності», згідно з якою «шкода, завдана фізичній або юридичній особі в результаті прийняття органом державної влади, органом влади Автономної Республіки Крим або органом місцевого самоврядування нормативно-правового акта, що був визнаний незаконним і скасований, відшкодовується державою, Автономною Республікою Крим або органом місцевого самоврядування незалежно від вини посадових і службових осіб цих органів». Ці шляхетні норми потебують запровадження в правовому полі України детально прописаної процедури їх виконання, створення гарантій процесуального, організаційного, фінансового та інституційного забезпечення.
Відповідно до ст. 62 Конституції України "У разі скасування вироку суду як неправосудного держава відшкодовує матеріальну і моральну шкоду, завдану безпідставним засудженням".
З урахуванням наявних прогалин в законодавстві доцільно буде об’єднати усі концептуальні ідеї існуючих законів і норм національного законодавства та міжнародних правових актів і правових позицій та прецедентів Європейського суду з прав людини й на основі загальної норми-принципу Конституції України розробити та прийняти окремий кодекс – «Кодекс реабілітації постраждалих від незаконних дій чи бездіяльності влади».

## Нормативні акти
- Конституція України
- Конвенція про захист прав людини і основоположних свобод
- Загальної декларації прав людини
- Міжнародний пакт про громадянські та політичні права
- Міжнародний пакт про економічні, соціальні та культурні права
- Конвенція проти катувань та інших жорстоких, нелюдських або таких, що принижують гідність, видів поводження і покарання
- Закон України від 1.12.1994 року «Про порядок відшкодування шкоди, завданої громадянинові незаконними діями органів, що здійснюють оперативно-розшукову діяльність, органів досудового розслідування, прокуратури і суду //Відомості Верховної Ради України. – 1995. – №1. – Ст. 1. Із змінами і доповненнями, внесеними згідно із Законами України URL: http:///www.zakon.rada.gov.ua